# 曾朴墓
曾朴墓位于中国江苏省苏州常熟市虞山西麓宝岩大鹏山下，宝岩生态观光园内。此处有两冢墓穴，右后方的主穴葬的是曾朴之父、刑部郎中曾之撰，左边的昭穴葬的是晚清作家、《孽海花》作者曾朴（1872—1935）。墓穴朝南，面积335平方米，外有罗城，封土高1.5米，“东亚病夫曾公孟朴之墓”碑立于1935年。1980年重修。   
1982年11月17日，曾朴墓公布为常熟市文物保护单位。